# Egtved Kirke
Egtved Kirke ligger i den nordvestlige udkant af Egtved ca. 17 km SV for Vejle (Region Syddanmark). Indtil 2007 lå den i Egtved Kommune (Vejle Amt), og indtil Kommunalreformen i 1970 lå den i Jerlev Herred (Vejle Amt).
Kirken var i middelalderen viet til Sankt Peder. Kor og skib er opført i romansk tid af granitkvadre over profileret dobbeltsokkel med hjørnehoveder. I gotisk tid opførtes et tårn, hvoraf underdelen stadig står. Kirken blev kraftigt restaureret i 1862-63 og kun enkelte detaljer af den oprindelige kirke er stadig synlige. Syddørens søjleportal er flyttet til den nuværende vestindgang og forsynet med spidsbue, det inderste par søjler er ottekantede. Nordportalens tympanon med løver (bicorporates) kan nu ses i tårnrummet over indgangsdøren. Den nuværende tårnoverdel stammer fra 1862, på nordsiden ses den gotiske tårnunderdel af marksten.
I tårnrummet ses en romansk gravsten med kors samt en romansk gravsten med en engel, der trykker en nøgle mod en lille sjæls pande, sjælen flankeres af to kors. Desuden ses en runesten, af indskriften kan tydes "… gjorde disse kumler efter Fain. Han døde i Svia. Ristede … broder efter broder. Denne sten karni (:skal lyse) …" Svia var en handelsplads i Mälaren, runestenen dateres til 900-1050.
Skibet har fladt bjælkeloft. I gotisk tid fik koret indbygget krydshvælv og korbuen blev omsat til en spidsbue. I 1862 tilbageførte man korbuen til den oprindelige rundbue, idet man fandt de oprindelige sten i murværket. Fløjaltertavlen er fra o.1500, i midterskabet ses Korsfæstelsen og fire helgener, i fløjene apostle. Prædikestolen dateres til o.1600 og bærer våben for Caspar Markdanner og Sofie Oldeland. Langs skibets vægge ses paneler fra begyndelsen af 1600-tallet, visse steder er indsnittet årstallet 1617.
I 1917 afdækkedes kalkmalerier i korhvælvet, de blev restaureret af E. Rothe i 1919 og genrestaureret i 1972 af E. Lind. I østkappen ses en Dommedagsmajestas, i sydkappen ses Kristus våben, i vestkappen ses en basunspillende engel vække de døde, som står op af gravene, i nordkappen ses Mikael i færd med at veje sjæle, djævle prøver at tynge den ene vægtskål ned,, men Mikael hjælper med sin finger på vægtstangen. Kalkmalerierne dateres til o.1500.
I 1969 fandt man nederst på nordvæggen rester af en Dødedansfrise. Frisen havde siddet bag det høje panel, hvilket har reddet frisen. Man trak den af og satte den højere op på nordvæggen. Frisen har gået fra vest ved indgangsdøren og frem til en stående Smertensmand, hvis blod drypper ned i en kalk.
Frisen begynder med en knokkelmand, dernæst en kappeklædt person med en bog i hånden, en dødning og en mand i landsknægtstøj samt en dødning, som både holder landsknægten og en person, hvoraf man kun ser sko og strømper. Den næste person har kappe med krave, han danser med to dødninge, dernæst endnu en kraveklædt person, så en kardinal samt en figur med pelsbræmmet kåbe (en kejser ?), og endelig en person med kappe og stav (en pave ?), den sidste person følger en grinende dødning, frisen afsluttes med en tekst og en Smertensmand. Personerne har næsten fuld størrelse, i deres oprindelige placering ved gulvet har de været en grusom påmindelse til menigheden om dødens nærvær i datidens pestperioder.
Mellem den sidste dødning og Smertensmanden står en bøn. I Johanne Nielsens håndskrevne bønnebog står, at pave Innocentius gav så mange dages aflad som der var sandkorn på havets bund for denne bøn. "O korssens høielse, meneløst blod, store marti, cristi nød, dibe wnder, blotzens flod, huasse limeslag, beske galle drick, spitzens stingt, hiartens brist, døtsens bitterligehet gutz, nade hielp meg til ...n, ewinde..."
Den romanske granitfont har arkader på kummen og menneskehoveder på foden
Flere præster er begravet i kirken, blandt andet Søren Poulsen (1591-1640), der blev gravsat ved koret, hans nevø og efterfølger i præsteembedet Peder Iversen er også begravet i kirken foran alteret.

## Eksterne kilder og henvisninger
- Wikimedia Commons har flere filer relateret til Egtved Kirke

1. ↑  Sognepræsten Søren Poulsen (Webside ikke længere tilgængelig), Slægten Fra Harte, set 10 december 2012

- Egtved Kirke Arkiveret 1. marts 2011 hos  Wayback Machine på nordenskirker.dk
- Egtved Kirke  på KortTilKirken.dk
- Egtved Kirke på danmarkskirker.natmus.dk (Danmarks Kirker, Nationalmuseet)
- Egtved Kirke i J.P. Trap: Kongeriget Danmark, udarbejdet af H. Weitemeyer (3. udgave, 5. bind, 1906)